# Daniela Gustin
Daniela Gustin, född 11 maj 1994 i Backa i Göteborg, är en svensk tidigare handbollsspelare (högersexa).

## Karriär
Gustins moderklubb är Göteborgsklubben Backa HK i stadsdelen Backa. Hon gick sedan till Kärra HF (2011–2013) där hon spelade i allsvenskan och elitserien ett år vardera. Hennes pojkvän Hampus Wanne blev sommaren 2013 proffs i tyska SG Flensburg-Handewitt. Gustin flyttade med och började spela för TSV Nord Harrislee i tyska andraligan (2013–2014). För att få bättre nivå bytte Gustin till Füchse Berlin (2014–2016).
Efter detta blev det två spelår med Randers HK i Danmark (2016–2018), där fick Gustin erövra sin första titel och blev dansk cupmästare. Efter säsongen 2017-2018 blev det tyska mästarklubben SG BBM Bietigheim som ny klubbadress. I maj 2019 stod det klart att Gustin byter klubb till danska Horsens HK. Efter två år i Horsens fortsatte Gustin sin karriär i SønderjyskE. Gustin besvärades av smärtor efter sina skador och valde att avsluta karriären efter säsongen 2021/2022.

### Landslagskarriär
Gustin spelade 62 ungdomslandskamper och gjorde 158 mål i ungdomslandslagen. Hon deltog vid U20-VM 2014 i Kroatien där Sverige slutade på 13:e plats. Gustin A-landslagsdebuterade 2016 i en träningslandskamp mot Island. Hon mästerskapsdebuterade vid VM 2017 i en gruppspelsmatch mot Ungern, där hon gjorde två mål. Hon spelade också EM 2018 för Sverige. Hon spelade de tre gruppspelsmatcherna mot Danmark, Serbien och Polen och i mellanrundan mot Montenegro, men råkade under den matchen ut för en korsbandsskada. Efter skadan hade Gustin svårt att komma tillbaka till landslaget. Det dröjde till 2021 tills hon fick dra på sig landslagströjan igen, i en VM-kvalmatch mot Ukraina efter att hela första truppen behövde bytas ut på grund av covid-19-smitta. Det blev hennes sista landskamp.

## Privat
Gustin är förlovad med handbollsspelaren Hampus Wanne. De har ett barn tillsammans.